# Association de modélisme aéronautique du Canada
L'association aéronautique modèle du Canada (MAAC) est l'organisme officiel pour toutes les formes de loisir aéromodélisme, pour les amateurs d'aéromodélisme vivant au Canada. Basée à Burlington, en Ontario, elle a été fondée en 1949 et compte actuellement plus de 13 000 membres. MAAC est responsable de la mise en place des politiques officielles, des réglementations et des directives. Cela comprend les fréquences radio, les restrictions de bruit et les aéroclubs. Ils organisent des événements de vol à travers le Canada et offrent une assurance responsabilité civile à ses membres.
MAAC produit un magazine, Model Aviation Canada, qui est inclus dans les frais d'adhésion annuels, contenant des rapports régionaux des directeurs de zone élus, des articles et des revues de modèles de partout au pays.
MAAC propose des lignes directrices pour le programme Wings, enseignant aux débutants comment piloter un avion en toute sécurité.